# Рикала, Энн
Энн Рикала (фин. Anne Rikala, род. 20 февраля 1977, г. Кангасала, Финляндия) — финская гребчиха на байдарках. Она выиграла четыре медали на Чемпионатах мира по гребле на байдарках и каноэ: два "серебра" (Б-1 200 м и Б-1 500 м: 2007 год) и две бронзы (Б-1 5000 м: 2010 год, Б-2 200 м: 2006 год).
Рикала также выступала на летних Олимпийских играх в Пекине, где заняла седьмое место в Б-2 500 м.